# Isoxathion
Isoxathion ist ein Wirkstoff zum Pflanzenschutz und eine chemische Verbindung aus der Gruppe der Isoxazole und Thiophosphorsäureester.

## Darstellung
Isoxathion kann durch Reaktion von Diethylchlorthiophosphat mit 3-Hydroxy-5-phenylisoxazol gewonnen werden. Letzteres wird durch Reaktion von Hydroxymethylacetophenon mit Salpetersäure und Natriumhydroxid gewonnen.

## Eigenschaften
Isoxathion ist eine hellgelbe Flüssigkeit, die praktisch unlöslich in Wasser ist.

## Verwendung
Isoxathion wird als Insektizid verwendet und gehört zur Gruppe der Phosphorsäureester. Es wurde zuerst 1972 in Japan von der Firma Sankyo unter dem Handelsnamen Karphos eingeführt und vor allem bei Zitrusfrüchten eingesetzt. Es wirkt durch Hemmung der Acetylcholinesterase. Unter alkalischen Bedingungen ist es instabil und zersetzt sich zu 3-Hydroxy-5-phenylisoxazol.

## Zulassung
In den EU-Staaten einschließlich Deutschland und Österreich sowie in der Schweiz sind keine Pflanzenschutzmittel mit Isoxathion als Wirkstoff zugelassen.